# Ruồi bay trước mắt
Ruồi bay trước mắt (tiếng Anh:  floater) là hiện tượng tầm nhìn của mắt xuất hiện các chấm đen hay vệt xám nổi lơ lửng qua lại, giống như ruồi bay. Nhưng khi mắt cố định vị bằng cách nhìn thẳng vào thì chúng lại biến mất.Những thứ này chủ yếu là do các hồng cầu,mảnh vỡ protein và một số thứ khác.

## Sinh lý học
Khi ánh sáng chiếu từ vật thể đến mắt, nó phải đi qua dịch kính rồi sau đó mới hội tụ trên võng mạc để tạo nên hình ảnh. Dịch kính là một hợp chất trong suốt dạng giống như thạch, gồm 99% là nước và 1% là các sợi collagen. Thông thường, các sợi collagen này phân bố đồng đều trong dịch kính. Tuy vậy, chúng vẫn có thể kết lại với nhau thành một khối trong một số trường hợp. Khi mắt nhìn vào khoảng không sáng màu, như tờ giấy trắng hay bầu trời xanh, các khối collagen này dịch gần về phía võng mạc, bóng của chúng trở nên rõ hơn, trở thành những vệt tối bay qua lại trong mắt.